# المجموعة الدولية للسمسرة في الأوراق المالية
المجموعة الدولية للسمسرة في الأوراق المالية (بالإنجليزية: International Marketmakers Combination)‏ ، وتعرف أيضًا بالاختصار IMC، هي من المؤسسات التجارية الأوربية الرائدة للمشتقات. ولقد تأسست هذه المجموعة عام 1989 في بورصة أمستردام لعقود الخيار. في الوقت الحالي، تمتلك عدة فروع في أمستردام وشيكاغو وهونغ كونغ وسيدني ونيويورك وزوج.
وقد مكنت الخلفية التجارية القوية هذه المجموعة من تطوير أنشطتها في عدد من المجالات ذات الصلة، مثل السمسرة وتقديم الاستشارة حول المشتقات وإدارة الأصول والهندسة المالية والاستشارة. تُقسم هذه الأنشطة على المؤسسات التابعة للمجموعة الدولية للسمسرة في الأوراق المالية (IMC)، مثل أوينس وفان إيجين وفاكستور في هولندا. ويعمل في هذه المجموعة والمؤسسات التابعة لها ما يزيد عن 400 شخص.